# Steel Ball Company
Steel Ball Company war ein US-amerikanischer Hersteller von Automobilen.

## Unternehmensgeschichte
Das Unternehmen hatte den Sitz an der Austin Avenue 840 in Chicago in Illinois. 1900 begann die Produktion von Automobilen. Der Markenname lautete Steel Ball Steamer. Ein Manager hieß Tilden. 1901 endete die Produktion. Insgesamt entstanden nur wenige Fahrzeuge.

## Fahrzeuge
Im Angebot standen Dampfwagen. In vielen Dingen ähnelten sie den Konkurrenten. Ein Dampfmotor von unbekannter Motorleistung trieb die Hinterachse an. Als Fahrgestell dienten Rohre, wie sie für Fahrradrahmen verwendet wurden. Der Aufbau war ein offener Runabout.